# 牛津大學聖希爾達學院
聖希爾達學院（英語：St Hilda's College）是英國牛津大學的一個學院，成立於1893年，直到2008年還是女子學院。其名稱是爲了紀念盎格魯·撒克遜聖人惠特比的希爾達。
2006年收到捐款3900萬英鎊。

## 歷史
該學院成立於1893年，創始人是喬丁漢女子學院校長多羅西亞·比爾，最開始就是女子學院。雖然其他牛津學院漸漸兩性化，但直到1997年聖希爾達學院作為女子學院的地位都很穩固，之後由於教員任命問題開始出現爭議。在2006年6月7日主管部門集體投票之後，正式接納男性學生及教員。2008年10月第一個男性研究生和本科生入學。

### 紀錄片
聖希爾達學院的學生出現在第四台的紀錄片《學院女孩》中，該紀錄片在2002年播出。

## 圖片

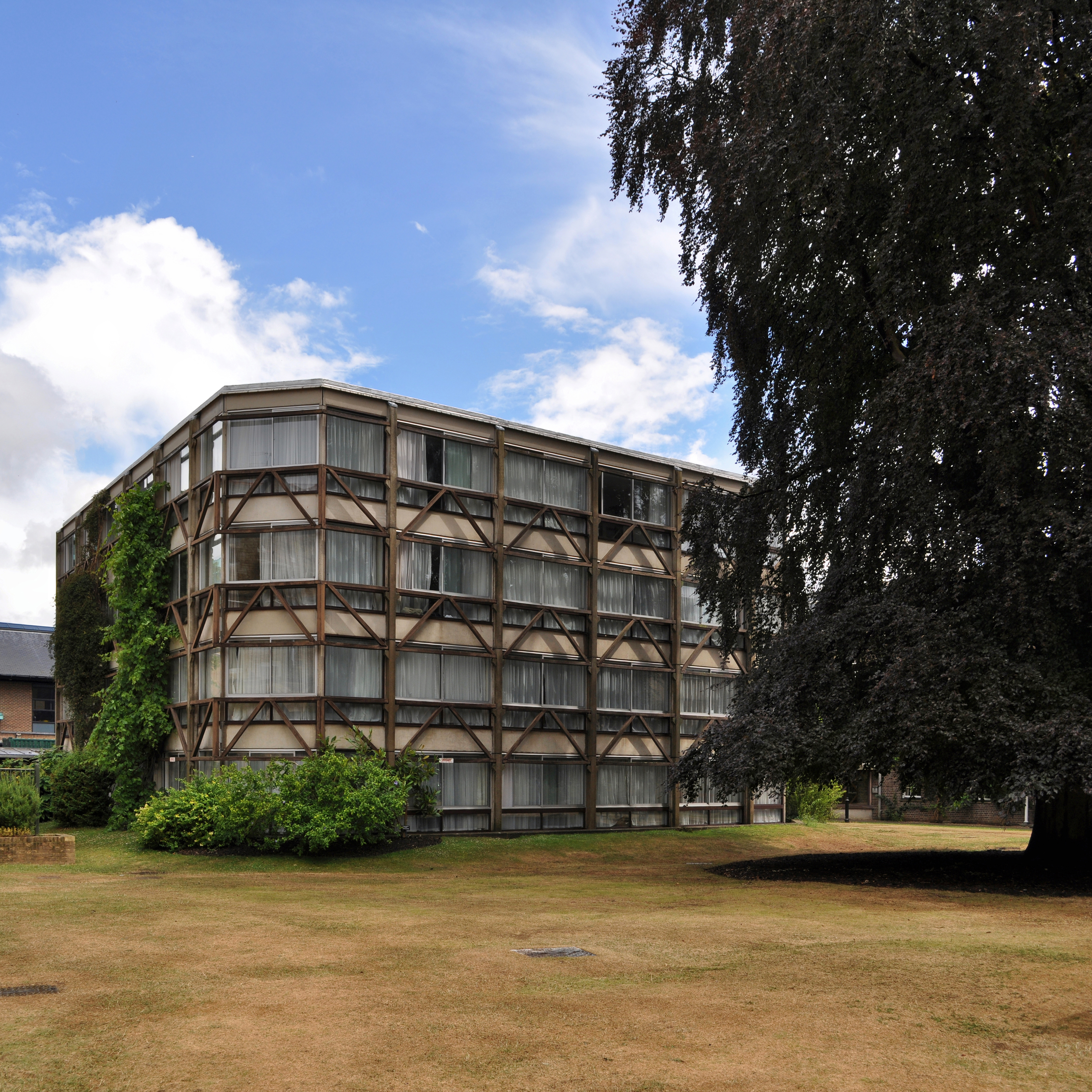
Garden Building
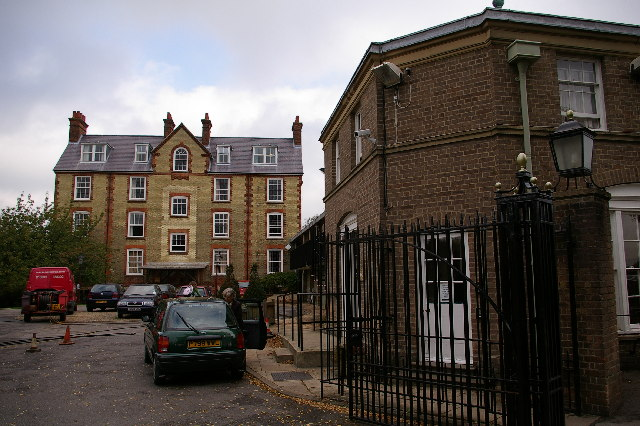
Hall building 和 Porters' Lodge
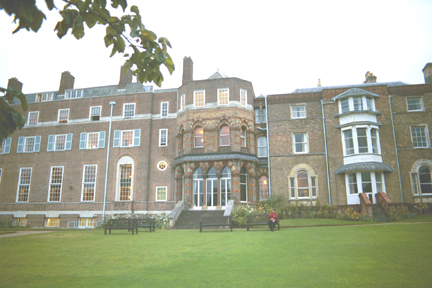
學院圖書館

## 外部連結
- St Hilda's College （页面存档备份，存于） (official website)
- Junior Common Room （页面存档备份，存于） (undergraduates)
- Middle Common Room (graduates)
- St Hilda's College Ball
- The Jacqueline du Pré Music Building （页面存档备份，存于）
- St Hilda's College Drama Society